# Ярошенко, Владимир Александрович
Владимир Александрович Ярошенко (имя и фамилия в Польше и в мире: Vladimir Yaroshenko; род. 2 ноября 1985, Славянск-на-Кубани, Краснодарский край) — русско-польский артист балета (тип «danseur noble»). Первый танцовщик Польского национального балета. Выпускник русской школы классического танца в Краснодаре, в затем первый солист Краснодарского театра балета Юрия Григоровича. С сентября 2007 года постоянно связан с Польшей и Вельком Театром — Национальной Оперой в Варшаве, где с 2010 года поступил в элитную группу первых солистов Польского Национального Балета под руководством Кшиштофа Пастора. В январе 2020 года удостоен звания первого танцора этого коллектива.

## Русские начала[2]
Pодился в Славянске-на-Кубани в Краснодарском крае. В возрасте семи лет занимался народным танцем в детской танцевальной труппе, а в 1998 году начал заниматься классическим балетом в Хореографическом Училище в Краснодаре. В 3-м классе исполнил роль Мышиного короля в Щелкунчике Юрия Григоровича и с тех пор участвовал в спектаклях его коллектива. В 2003 году, после окончания учёбы, получает свой первый профессиональный контракт с Театром Балета в Краснодаре сразу в качестве солиста.
Pаботал четыре года под руководством Юрия Григоровича и за это время взял на себя главные мужские роли в спектаклях Ромео и Джульетт, Лебединое озеро, Раймонда, Корсар и Легенда о любви Григоровича. Но именно главная роль в премьере Иван Грозный Григоровича принесла ему позицию первого солиста. Выступал с Театром Балета в Краснодаре, на многих крупных сценах в России, а также в США, Японии, Испании, Италии, Франции или Украине и Казахстане. В то же время успел окончить педагогику балета Краснодарского Государственного Университета Культуры и Искусства.

## В Польше[1]
В поисках профессиональных проблем, отличных от работ Григоровича, вместе с женой Ольгой, также танцовщицей труппы, oн решил уйти из Краснодарского театра балета. По приглашению своего старого учителя Геннадия Силина он переехал в Люблин, Польша, где планировалось создать новую балетную труппу в люблинском Музыкальном Театре, и там начал работать с января 2007 года. Вскоре выяснилось, что план провалился, поэтому занялся в балетной труппе варшавского Театра Велького под тогдашним руководством Иоланты Рыбарской. За короткое время взял на себя главные роли в Щелкунчике, Лебедином озере, Ромео и Джульетте и Ониегине Джона Крэнко.
В 2009 году, когда балетная труппа варшавского Большого театра под руководством Кшиштофа Пастора была возведена в ранг Польского Национального Балета, был уже солистом, а в сентябре 2010 года, после успеха его главной роли в мировой премьере балета Шопен, романтический художник Патриса Барта, он стал первым солистом. С Польским Национальным Балетом выступал в Санкт-Петербурге, Шанхае, Севилье, Барселоне, Хьюстоне, Нью-Йорке, Вашингтоне, Монтреале, Гааге и Вильнюсе. Принимал также участие в международных балетных гала-концертах в Японии, Испании, Швеции, Латвии, Чехии, Эстонии, Греции и Грузии. В 2016 году он участвовал в гастролях Гамбургского Балета в Токио, где танцевал Тесея-Оберона в спектакле Сон в летнюю ночь Джона Ноймайера.
Владимир Ярошенко три раза был удостоен премии им. Яна Кепуры в области театральной музыки за лучшего классического танцора в Польше (2014, 2017 и 2022). В 2015 году он и вся его семья получили польское гражданство, а в 2016 году министр культуры и национального наследия Польши наградил его Бронзовой Медалью «Gloria Artis» за заслуги перед культурой. В 2020 году он получил звание первого танцовщика Польского Национального Балета. В 2024 году министр культуры Польши наградил его Серебряной Медалью «Gloria Artis».

## Балетные партии

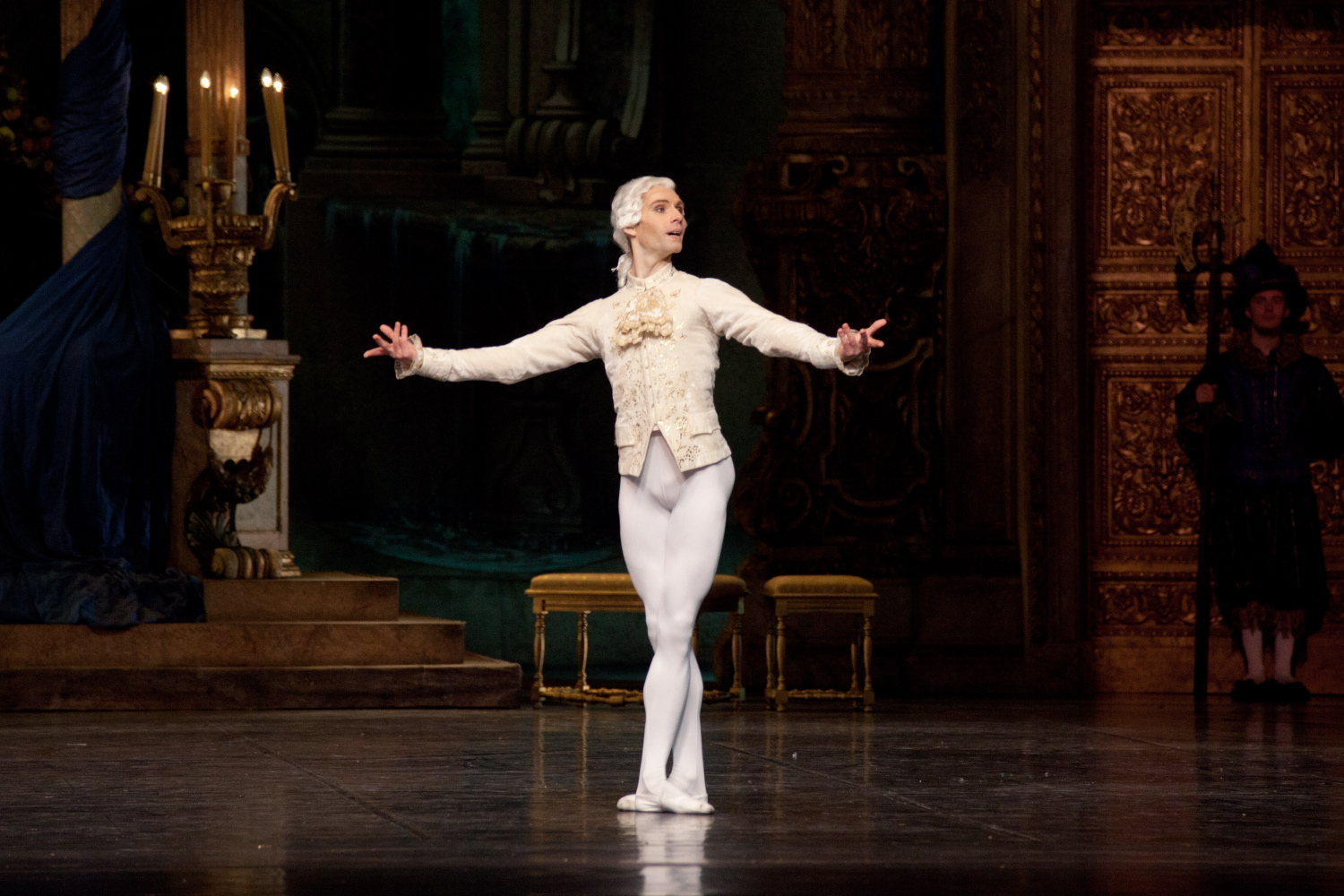
Владимир Ярошенко (Принц Дезире), Спящая красавица

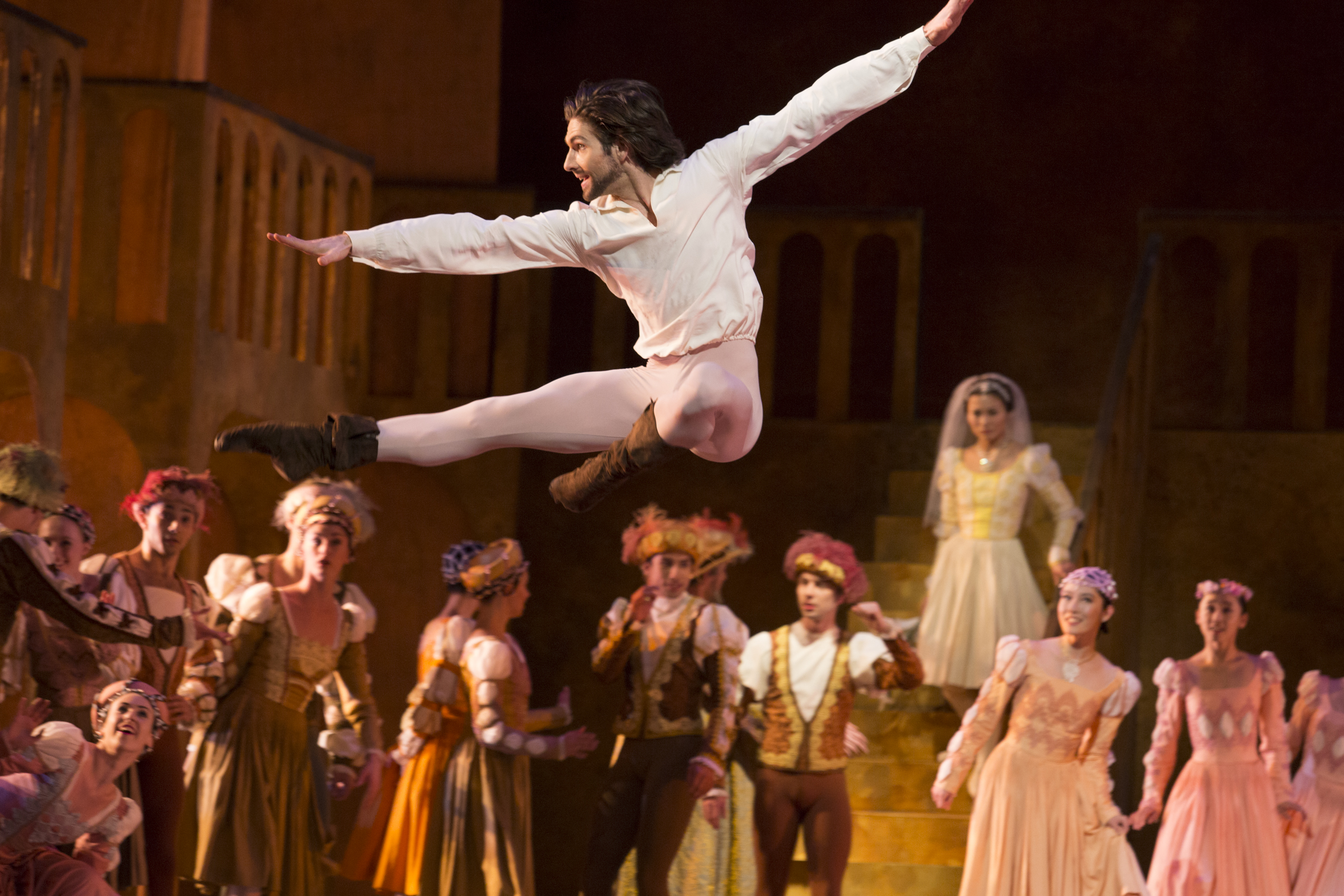
Владимир Ярошенко (Петруччо), Укрощение строптивой

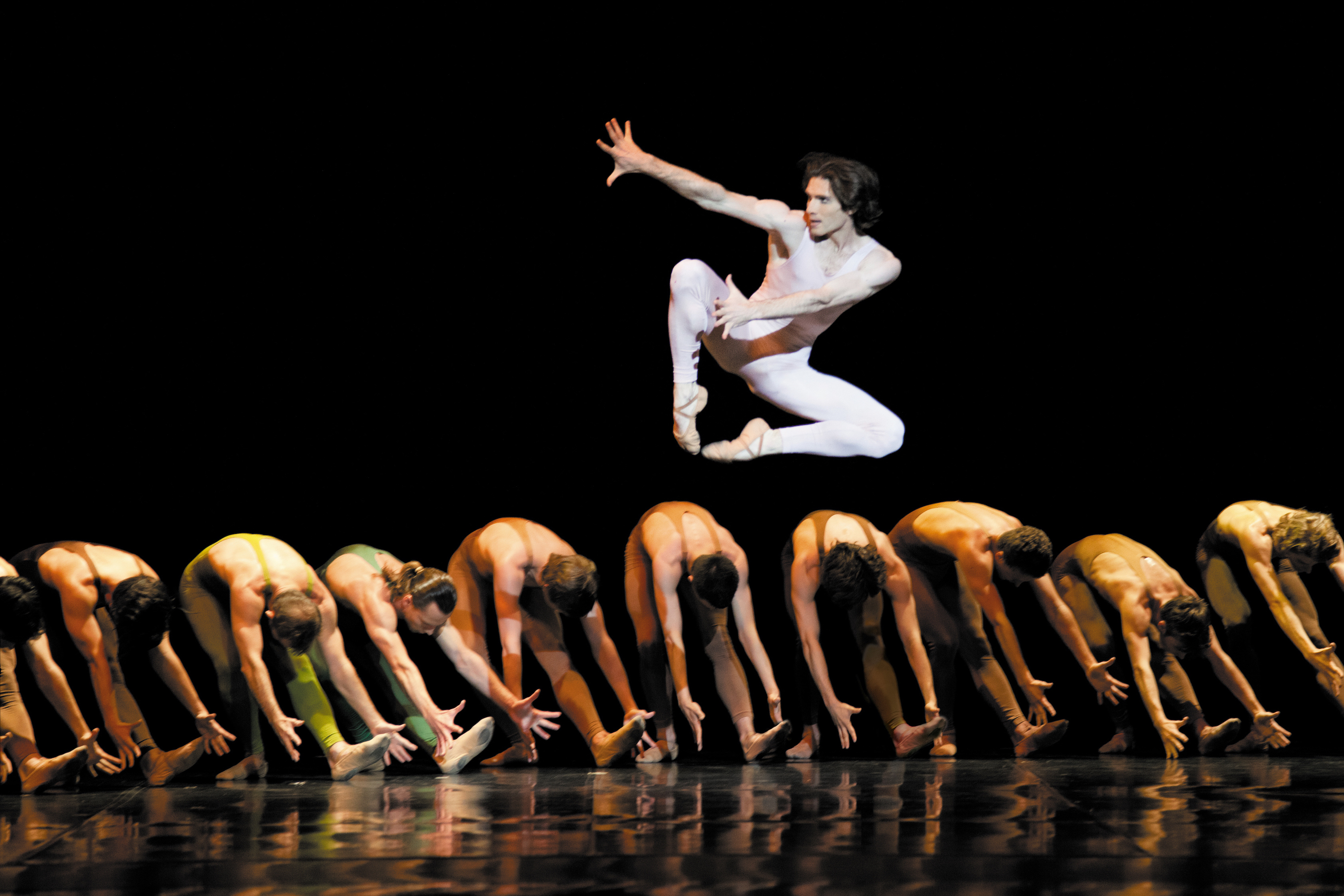
Владимир Ярошенко (Избранный), Весна священная

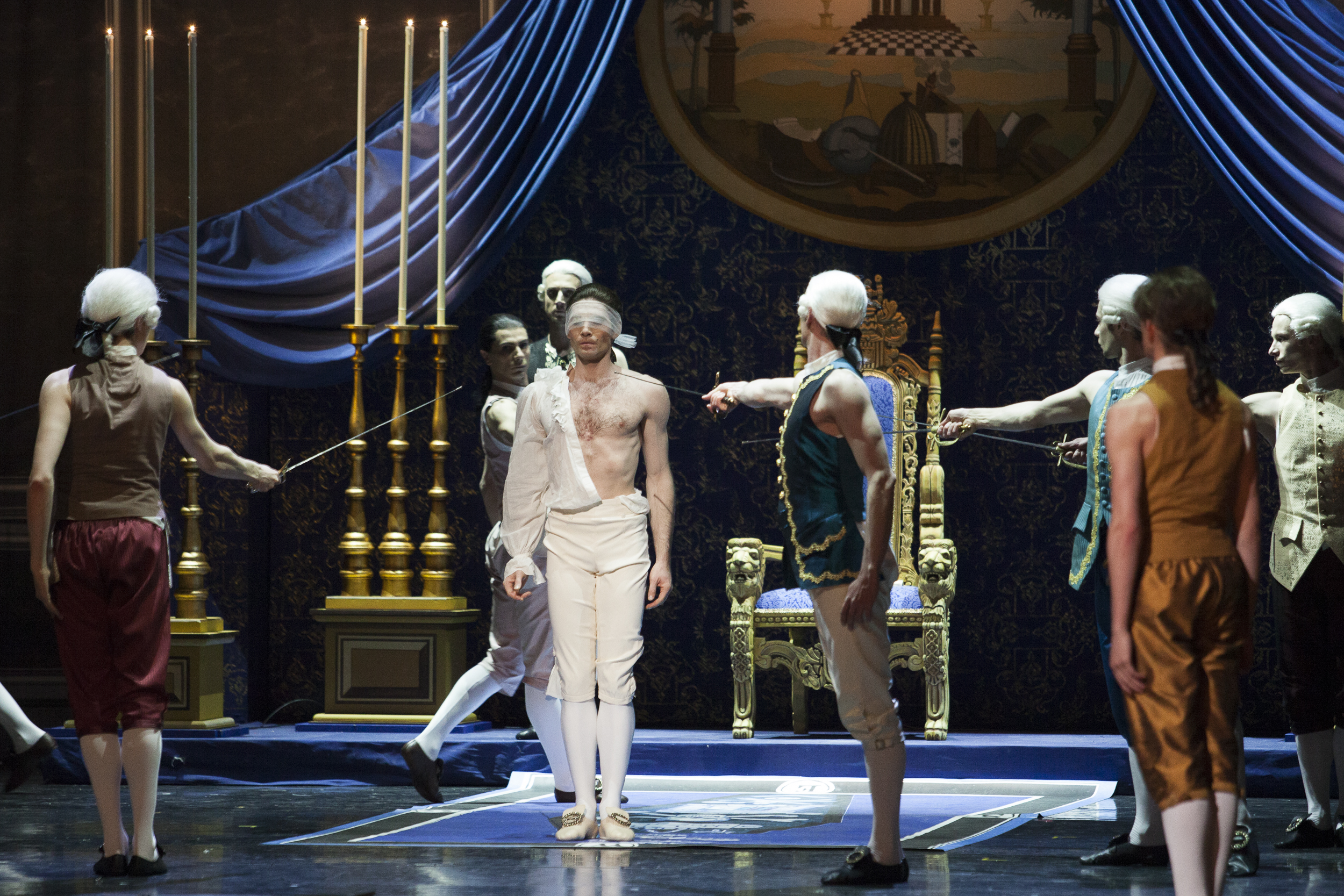
Владимир Ярошенко (Казанова), Казанова в Варшаве

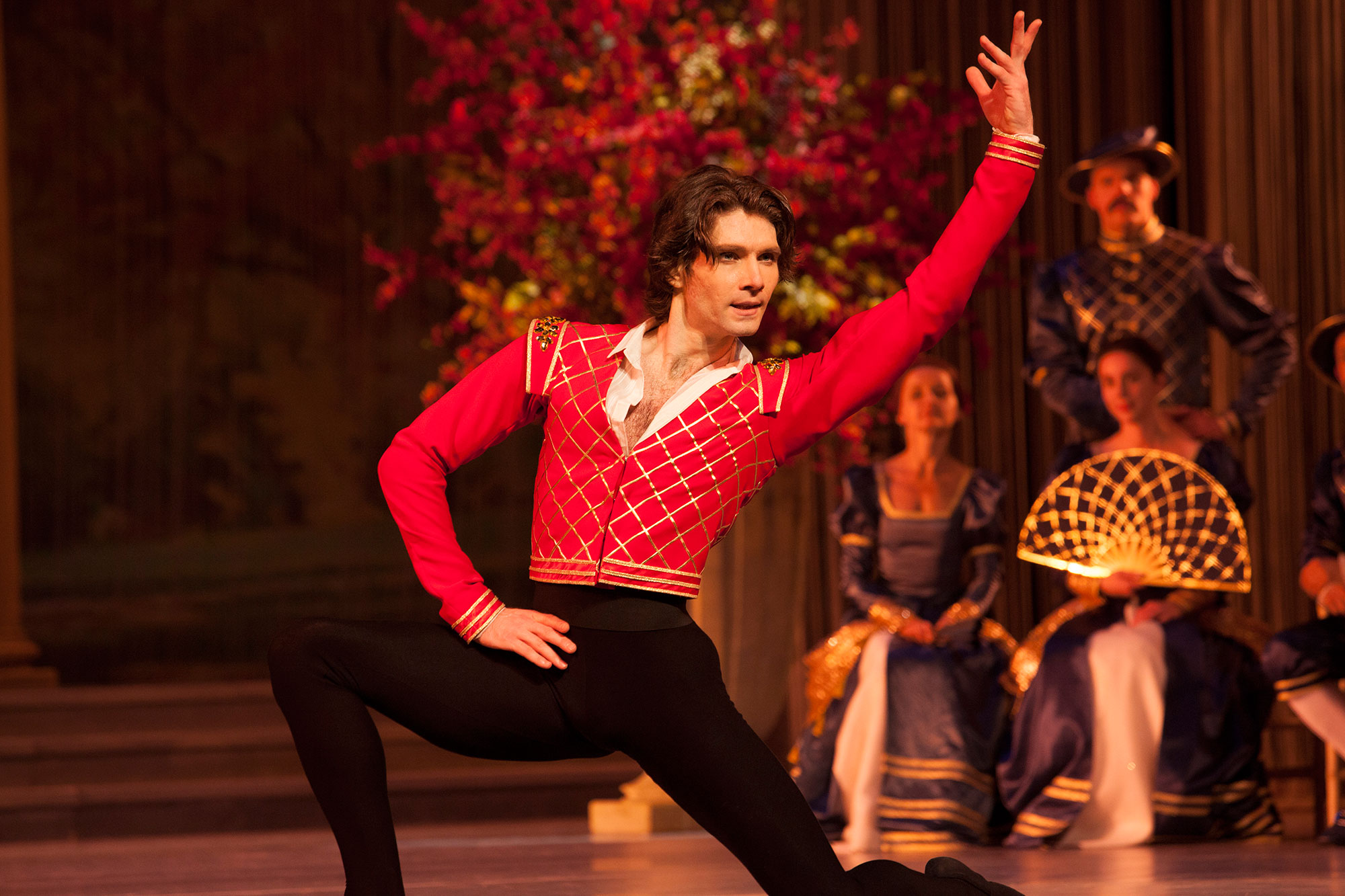
Владимир Ярошенко (Базиль), Дон Кихот

### Классический репертуар
- Граф Альберт – Жизель (Жан Коралли, Жюль Перро, Мариус Петипа / Майна Гилгуд)
- Солор и Золотой идол – Баядерка (Мариус Петипа / Наталья Макарова)
- Бирбанто – Корсар (Мариус Петипа / Юрий Григорович)
- Конрад – Корсар (Мариус Петипа / Мануэль Легри)
- Базиль и Эспада – Дон Кихот (Мариус Петипа, Алексaндр Гoрский / Алексей Фадеечев)
- Принц – Щелкунчик (Анджей Глегольский)
- Принц и Щелкунчик – Щелкунчик и мышиный король (Тоер ван Шайк и Уэйн Иглинг)
- Принц Зигфрид и Ротбарт – Лебединое озеро (Мариус Петипа, Лев Иванов / Юрий Григорович)
- Принц Зигфрид – Лебединое озеро (Лев Иванов / Ирек Мухамедов)
- Царевич Ники – Лебединое озеро с новым либретто (Лев Иванов / Кшиштоф Пастор)
- Принц Дезире и Голубая птица – Спящая красавица (Мариус Петипа / Юрий Григорович)
- Абдерахман – Раймонда (Мариус Петипа / Юрий Григорович)

### Балеты XX века
- Ферхад – Легенда о любви (Юрий Григорович)
- Иван IV – Иван Грозный (Юрий Григорович)
- Ромео и Тибальт – Ромео и Джульетта (Юрий Григорович)
- Ромео и Тибальт – Ромео и Джульетта (Эмиль Весоловски)
- Ромео – Ромео и Джульетта (Кшиштоф Пастор)
- Принц – Золушка (Фредерик Эштон)
- Ленский – Онегин (Джон Кранко)
- Фредерик – Шопен, романтический художник (Патрис Барт), первый исполнитель
- Избранный – Весна священная (Морис Бежар)
- Знаменосец – Зелёный стол (Курт Йосс)
- Арман Дюваль – Дама с камелиями (Джон Ноймайер)
- Солист – Concerto Barocco (Джордж Баланчин)
- Тесей-Оберон и Лисандр – Сон в летнюю ночь (Джон Ноймайер)
- Солист – Солдатская месса (Иржи Килиан)
- Петруччо и Гортензио – Укрощение строптивой (Джон Кранко)
- Эрцгерцог Рудольф – Майерлинг (Кеннет МакМиллан)
- Дуэт 2 и Соло – Артефакт Сюита (Уильям Форсайт)
- Солист – Хрома (Уэйн МакГрегор)
- Солист – Инфра (Уэйн МакГрегор)
- Пара 4. – Гросс Фуге (Ханс ван Манен)
- Главная пара – Седьмая симфония (Тоер ван Шайк)
- Смерть – Пер Гюнт (Эдвард Клюг)

### Балеты польских хореографов
- Просперо и Фердинанд – Буря (Кшиштоф Пастор)
- Казанова – Казанова в Варшаве (Кшиштоф Пастор), первый исполнитель
- Главный солист – Болеро (Кшиштоф Пастор)
- Тристан – Тристан и Изольда, дуэт (Кшиштоф Пастор)
- Новый Орфей – Курт Вайль (Кшиштоф Пастор)
- Наш человек – И дождь пройдет мимо… (Кшиштоф Пастор), первый исполнитель
- Дуновение – И дождь пройдет мимо… (Кшиштоф Пастор)
- Дуэт 1 – Передвижные комнаты (Кшиштоф Пастор)
- Первая ария – В свете и тени (Кшиштоф Пастор)
- Возрожденный – Концерт фа-минор Шопена (Кшиштоф Пастор), первый исполнитель
- Дуэт 2 – Адажио и Скерцо (Кшиштоф Пастор), первый исполнитель
- Солист – Не уходи нежно... (Кшиштоф Пастор)
- Чашник – Сарматская притча (Конрад Джевецки / Эмиль Весоловски)
- Каин – Каин и Абель (Эмиль Весоловски), первый исполнитель
- Абель – Каин и Абель (Эмиль Весоловски)
- Лирт – Гамлет (Яцек Тыски), первый исполнитель
- Гамлет и Клавдий – Гамлет (Яцек Тыски)
- Харнась – Бегуны-Харнаси (Изадора Вайс), первый исполнитель
- Граф Дракула – Дракула (Кшиштоф Пастор)
- Буратино 3 – Буратино (Анна Хоп), первый исполнитель
- Зевс – Прометей (Кшиштоф Пастор)